# جيم وات (ملاكم)
جيم وات (بالإنجليزية: Jim Watt)‏ مواليد 18 يوليو 1948 في غلاسكو، هو ملاكم اسكتلندي يصنف ضمن فئة الوزن الخفيف. حقق بطولة المجلس العالمي للملاكمة.

## إحصائيات
خاض خلال مسيرته 46 نزالا، فاز في 38 ولم يتعادل وخسر في 8 نزالات. فاز بالضربة القاضية في 27 نزالا.

## روابط خارجية
- جيم وات على موقع بوكس ريك (الإنجليزية) (registration required)
- جيم وات قاعة قاعة إسكتلندا للمشاهير الرياضية (الإنجليزية)